# Platyrhina limboonkengi
Platyrhina limboonkengi és un peix de la família dels rinobàtids i de l'ordre dels rajiformes.

## Reproducció
És ovovivípar.

## Distribució geogràfica
Es troba a les costes de la Xina.